# Festival de la Canción de Eurovisión 1986
El XXXI Festival de la Canción de Eurovisión tuvo lugar el 3 de mayo de 1986 en la ciudad de Bergen, Noruega. Por primera vez, Bélgica, país cofundador del certamen y uno de los únicos tres (junto con Suiza y Alemania  Occidental) que había participado en todas y cada una de sus ediciones, se hizo con el Gran Premio. El tema vencedor, titulado "J'aime la vie" y firmado por Rosario Marino, Jean Paul Furnémont y Angelo Crisci, fue defendido por Sandra Kim, que contaba con solo 13 años. A partir de 1990, se fijaría en 16 la edad mínima de los participantes, con lo que, de seguir vigente ese artículo del reglamento actual, Sandra quedaría en el palmarés de Eurovisión como la ganadora más joven de la historia.
La sede elegida para albergar esta primera edición organizada por la televisión estatal noruega NRK fue el Grieghallen, un palacio de conciertos bautizado en honor al compositor Edvard Grieg, natural de Bergen. Su sala principal tenía una capacidad máxima de poco más de 1600 espectadores, lo cual se ajustaba a los estándares de la época, aun cuando suponía una considerable reducción del aforo con respecto a la sede de la edición anterior, el pabellón Scandinavium de Gotemburgo. En la carrera para acoger el evento, se habían postulado, entre otras, las ciudades de Oslo, Trondheim y Stavanger, que fue la que, en compensación, acabó acogiendo la final nacional.
El programa resultó ser la producción de mayor envergadura a la que la televisión noruega había hecho frente hasta aquella fecha, razón por la que el equipo organizador no quiso desaprovechar la coyuntura de mostrar el país a la audiencia del Festival. 
En paralelo al acontecimiento, se prepararon numerosos actos festivos en colaboración con diversas entidades locales. Entre ellos, un concurso de saltos de esquí, que requirió de la construcción expresa de una rampa en la céntrica Vestre Torggaten. 
La retransmisión dio comienzo con una filmación en que se alternaban imágenes de la agreste naturaleza noruega con una serie de acuarelas paisajísticas del pintor Kåre Tveter, quien también aparecía en algún momento. La secuencia estaba aderezada con una obertura musical dividida en tres partes claramente diferenciadas, que la orquesta ejecutó en directo e incluía algunos guiños al fragmento En la gruta del rey de la montaña, perteneciente a la obra Peer Gynt, Opus 23 de Grieg. La filmación concluía con una panorámica aérea de Bergen bajo el atardecer, a la que seguía un plano exterior del Grieghallen. Tras ello la fachada del recinto se abría por un efecto de realización, descubriendo el escenario inspirado en un iceberg y en cuyo fondo destacaban unas estructuras, algunas de ellas articuladas, que simulaban enormes cristales de hielo. La orquesta de la NRK, presidida por siluetas que representaban las escarpadas montañas noruegas, quedó ubicada en el margen izquierdo de la pantalla. 
Cada actuación estuvo precedida por una postal de unos cuarenta y cinco segundos de duración. Su anverso mostraba unas breves imágenes alusivas a algún punto de la geografía noruega, mientras que en su reverso figuraban la bandera del país correspondiente, el título y los autores de la canción, así como una salutación en el respectivo idioma de parte del país anfitrión. Finalmente, la postal giraba una vez más y por la otra cara aparecían los artistas saludando sobre una estampa del lugar antes aludido proyectada en un croma azul. 
El programa estuvo conducido por la artista y entonces presidenta del Sindicato de Músicos de Noruega, Åse Kleveland, quien anteriormente ya había intervenido en el Festival en el año 1980 como presentadora de la participación noruega. Asimismo, había representado a su país en la edición de 1966, donde coincidió con Lill Lindfors, predecesora suya en las labores de maestra de ceremonias. De manera parecida a como lo hiciera aquella, Åse Kleveland ejecutó un breve número de bienvenida y presenció las actuaciones de los distintos países sentada en un extremo del escenario. Acaso por su porte esbelto y por su voz grave, confirió a la velada un aire solemne, a la vez que cortés y afable. Tuvo muestras de deferencia, por ejemplo, para con Ossi Runne, para quien pidió "un muy cálido aplauso" a propósito de su vigésima participación como director de orquesta por Finlandia; también para con los telespectadores de Islandia, a quienes dio la bienvenida a la familia eurovisiva en su propio idioma; y para con la audiencia europea, en general, a la que se dirigió al término de la última canción concursante con las siguientes palabras: "Ojalá pudiera oír un poco de los debates que estarán teniendo ahora ustedes (...). Y con mucho gusto les habría invitado a todos a participar en la votación, pero tan lejos aún no ha llegado el desarrollo tecnológico". Ya en el tiempo de las votaciones, tuvo un sentido gesto de disculpa hacia Frank Naef, escrutador oficial, después de cometer el desliz de saludar al jurado irlandés, cuando era el turno del israelí. Asimismo, al recibir a Sandra Kim en calidad de ganadora, le manifestó su deseo de que fuera obsequiada con un buen helado, habida cuenta de la debilidad que la joven cantante tenía por ellos. "De verdad. Te lo has merecido", apostilló.  
El entonces príncipe heredero Harald, acompañado de su esposa Sonia y de sus hijos Haakon Magnus y Marta Luisa, presenció en directo el desarrollo del Festival.  
El intervalo previo a las votaciones vio la presentación ante la audiencia internacional de la cantante berguense Sissel Kyrkjebø, que protagonizó, junto con el músico Steinar Ofsdal y un coro de niños, un vídeo rodado en la ciudad a lo largo de aquella misma semana y en el que interpretaban una selección de melodías de arraigo entre la población local. El entreacto concluyó con la joven en escena interpretando, arropada por la orquesta, un fragmento de "Udsigter fra Ulriken", himno regional de Bergen popularmente conocido con nombres como "Nystemten" y "Bergensiana".
El núcleo del equipo técnico de esta edición estuvo formado por John Andreassen (dirección), Per Selstrøm y Harald Tusberg (producción ejecutiva), Per Fjeld (escenografía), Asbjørn W. Hagen, Tom Sundli y Willy Bettvik (iluminación) y Egil-Monn Iversen y Terje Fjærn (dirección musical). Por parte de la UER actuó como supervisor de la organización Frank Naef, quien, como ya se ha señalado, hizo también las veces de escrutador oficial durante las votaciones.
En España se dio de la circunstancia de que la retransmisión no pudo ser seguida en su totalidad en la provincia de Barcelona debido a una avería en el repetidor de la antena del Tibidabo. Los receptores barceloneses perdieron la señal del segundo canal de TVE a las 21.40h, durante la actuación de las representantes neerlandesas, y la recuperaron pasadas las 23.15h, ya muy mediada la votación.

## Países participantes

### Canciones y selección
| País y TV               | Título original de la canción    | Artista                     | Proceso y fecha de selección             |
| País y TV               | Traducción al español            | Idiomas                     | Proceso y fecha de selección             |
| ----------------------- | -------------------------------- | --------------------------- | ---------------------------------------- |
| Alemania Occidental ARD | Über die Brücke geh'n            | Ingrid Peters               | Ein lied für Bergen 1987, 27-03-1986     |
| Alemania Occidental ARD | Cruzar el puente                 | Alemán                      | Ein lied für Bergen 1987, 27-03-1986     |
| Austria ORF             | Die Zeit ist einsam              | Timna Brauer                | Elección Interna                         |
| Austria ORF             | El tiempo es algo solitario      | Alemán                      | Elección Interna                         |
| Bélgica BRT             | J'aime la vie                    | Sandra Kim                  | Final Nacional, 02-03-1986               |
| Bélgica BRT             | Me encanta vivir                 | Francés                     | Final Nacional, 02-03-1986               |
| Chipre CyBC             | Tora Zo                          | Elpida                      | Elección Interna                         |
| Chipre CyBC             | Ahora vivo                       | Griego                      | Elección Interna                         |
| Dinamarca DR            | Du er fuld af løgn               | Lise Haavik                 | Dansk Melodi Grand-Prix 1986, 22-02-1986 |
| Dinamarca DR            | Eres un gran mentiroso           | Danés                       | Dansk Melodi Grand-Prix 1986, 22-02-1986 |
| España TVE              | Valentino                        | Cadillac                    | Elección Interna                         |
| España TVE              | -                                | Español                     | Elección Interna                         |
| Finlandia YLE           | Päivä kahden ihmisen             | Kari Kuivalainen            | Euroviisut 1986, 22-02-1986              |
| Finlandia YLE           | Un día de dos personas           | Finés                       | Euroviisut 1986, 22-02-1986              |
| Francia FT2             | Européennes                      | Cocktail Chic               | Final Nacional, 22-03-1986               |
| Francia FT2             | Europeas                         | Francés                     | Final Nacional, 22-03-1986               |
| Irlanda RTÉ             | You Can Count on Me              | Luv Bug                     | National Song Contest 1986, 30-03-1986   |
| Irlanda RTÉ             | Puedes contar conmigo            | Inglés                      | National Song Contest 1986, 30-03-1986   |
| Islandia RÚV            | Gleðibankinn                     | ICY                         | Söngvakeppni 1986, 15-03-1986            |
| Islandia RÚV            | El banco de la alegría           | Islandés                    | Söngvakeppni 1986, 15-03-1986            |
| Israel IBA              | Yavo Yom                         | Moti Giladi & Sarai Tzuriel | Kdam Eurovision 1986                     |
| Israel IBA              | Un día llegará                   | Hebreo                      | Kdam Eurovision 1986                     |
| Luxemburgo CLT          | L'amour de ma vie                | Sherisse Laurence           | Elección Interna                         |
| Luxemburgo CLT          | El amor de mi vida               | Francés                     | Elección Interna                         |
| Noruega NRK             | Romeo                            | Ketil Stokkan               | Melodi Grand Prix 1986, 22-03-1986       |
| Noruega NRK             | -                                | Noruego                     | Melodi Grand Prix 1986, 22-03-1986       |
| Países Bajos NOS        | Alles heeft ritme                | Frizzle Sizzle              | Nationaal Songfestival 1986, 01-04-1986  |
| Países Bajos NOS        | Todo tiene ritmo                 | Neerlandés                  | Nationaal Songfestival 1986, 01-04-1986  |
| Portugal RTP            | Não sejas mau para mim           | Dora                        | Festival da Canção 1986, 22-03-1986      |
| Portugal RTP            | No seas malo conmigo             | Portugués                   | Festival da Canção 1986, 22-03-1986      |
| Reino Unido BBC         | Runner in the Night              | Ryder                       | A Song for Europe, 02-04-1986            |
| Reino Unido BBC         | Corredor en la noche             | Inglés                      | A Song for Europe, 02-04-1986            |
| Suecia SVT              | E' de' det här du kallar kärlek? | Lasse Holm & Monica Törnell | Melodifestivalen 1986, 22-02-1986        |
| Suecia SVT              | ¿A eso le llamas amor?           | Sueco                       | Melodifestivalen 1986, 22-02-1986        |
| Suiza SSR SRG           | Pas pour moi                     | Daniela Simmons             | Final Nacional, 25-01-1986               |
| Suiza SSR SRG           | Para mí no                       | Francés                     | Final Nacional, 25-01-1986               |
| Turquía TRT             | Halley                           | Klips ve Onlar              | Final Nacional, 15-03-1986               |
| Turquía TRT             | -                                | Turco                       | Final Nacional, 15-03-1986               |
| Yugoslavia JRT          | Željo moja                       | Doris Dragović              | Pjesma Eurovizije 1986, 07-03-1986       |
| Yugoslavia JRT          | Mi deseo                         | Croata                      | Pjesma Eurovizije 1986, 07-03-1986       |

## Resultados
Veinte países acudieron a la cita en un año en que Islandia hizo su debut en el Festival. Yugoslavia y los Países Bajos se reincorporaron después de ausentarse de la edición anterior, mientras que Grecia e Italia optaron por retirarse. En el caso de la televisión helena, fue la coincidencia de la fecha de celebración del Concurso con la del Sábado Santo - sagrada para la Iglesia Ortodoxa griega - la que motivó su retirada, aun teniendo ya seleccionada a su representante. La cantante Polina habría participado con el tema "Wagon-lit", después de haber sido corista en 1979 de la cantante griega Elpida, quien casualmente en esta ocasión defendió los colores de Chipre.
La representación del país anfitrión, encabezada por Ketil Stokkan, contó con la participación de los mimos Jonny Nymoen y Olav Klingen, integrantes de la compañía de cabaré Great Garlic Girls. El primero de ellos se convertiría en el primer artista travestido en tomar parte en el certamen, al salir al palco escénico caracterizado de Julieta.
Fue, precisamente, durante las actuaciones de Chipre y de Noruega, cuando se produjo el hecho insólito de ver a los participantes animar al público a dar palmadas al compás de la música. La orquesta se unió a dicho requerimiento en ambos casos, así como en un momento de la intervención de Suecia. El antecedente seguramente fuera el número de apertura del año anterior, cuando el público presente en la sala y los músicos de la orquesta acompañaron con palmadas varios tramos de la actuación de la presentadora, Lill Lindfors. 
Excepcional resultaba también que un país actuara sin orquesta, como fue el caso de los representantes británicos. Los únicos precedentes habían sido la banda italiana Matia Bazar, que usó solamente música grabada durante la interpretación del tema Raggio di Luna en el festival de 1979, y la banda belga Telex, que seis años antes había actuado en La Haya sin acompañamiento orquestal alguno. 
| #  | País                | Intérprete(s)               | Canción                            | Lugar | Puntos |
| -- | ------------------- | --------------------------- | ---------------------------------- | ----- | ------ |
| 01 | Luxemburgo          | Sherisse Laurence           | «L'amour de ma vie»                | 3     | 117    |
| 02 | Yugoslavia          | Doris Dragović              | «Željo moja»                       | 11    | 49     |
| 03 | Francia             | Cocktail Chic               | «Européennes»                      | 17    | 13     |
| 04 | Noruega             | Ketil Stokkan               | «Romeo»                            | 12    | 44     |
| 05 | Reino Unido         | Ryder                       | «Runner in the night»              | 7     | 72     |
| 06 | Islandia            | ICY                         | «Gleðibankinn»                     | 16    | 19     |
| 07 | Países Bajos        | Frizzle Sizzle              | «Alles heeft ritme»                | 13    | 40     |
| 08 | Turquía             | Klips ve Onlar              | «Halley»                           | 9     | 53     |
| 09 | España              | Cadillac                    | «Valentino»                        | 10    | 51     |
| 10 | Suiza               | Daniela Simmons             | «Pas pour moi»                     | 2     | 140    |
| 11 | Israel              | Moti Giladi & Sarai Tzuriel | «Yavo yom»                         | 19    | 7      |
| 12 | Irlanda             | Luv Bug                     | «You can count on me»              | 4     | 96     |
| 13 | Bélgica             | Sandra Kim                  | «J'aime la vie»                    | 1     | 176    |
| 14 | Alemania Occidental | Ingrid Peters               | «Über die Brücke geh'n»            | 8     | 62     |
| 15 | Chipre              | Elpida                      | «Tora zo»                          | 20    | 4      |
| 16 | Austria             | Timna Brauer                | «Die Zeit ist einsam»              | 18    | 12     |
| 17 | Suecia              | Lasse Holm & Monica Törnell | «E' de' det här du kallar kärlek?» | 5     | 78     |
| 18 | Dinamarca           | Lise Haavik                 | «Du er fuld af løgn»               | 6     | 77     |
| 19 | Finlandia           | Kari Kuivalainen            | «Päivä kahden ihmisen»             | 15    | 22     |
| 20 | Portugal            | Dora                        | «Não sejas mau para mim»           | 14    | 28     |

## Votaciones

### Sistema de votación
Cada país contaba con un jurado nacional compuesto por once personas de edades comprendidas entre los 16 y los 60 años. Ninguna de ellas podía tener conexión profesional alguna con el mundo de la música, en un intento de reflejar el voto del espectador medio europeo. Cada miembro puntuaba a todas y cada una de las canciones concursantes - excepción hecha de la que representaba a su propio país - con una calificación de entre 1 y 5 que el secretario recogía una vez terminada cada canción. El presidente o la presidenta del jurado recopilaba y sumaba las calificaciones otorgadas a cada canción por cada miembro del jurado y, bajo supervisión notarial, ordenaba las diez canciones con mayor número de votos, asignando 12 puntos a la canción más votada, 10 a la segunda, 8 a la tercera, y así sucesivamente hasta 1 punto a la décima con mayor número de votos. De este modo quedaba conformada la votación definitiva que luego la persona con la función de portavoz leía públicamente por vía telefónica durante el tiempo de las votaciones.
Aun cuando el veredicto se basara en la actuación en directo, el reglamento recogía que los jurados debían visionar con antelación las canciones para familiarizarse con los temas en concurso.

### Jurado español
Presentado por Marisa Naranjo, estuvo compuesto por el técnico de imagen José María Tío, la estudiante Carolina Conejero, la amazona Rosario Cabanas, el novillero Rafael Camino, la gimnasta Marta Cantón, el showman Emilio Aragón, la actriz María Cuadra, el actor Javier Escrivá, la esquiadora Blanca Fernández Ochoa, el periodista Antonio Imízcoz y el peluquero Pablo Pérez Royo. Actuó como presidente César Gil.

### Desarrollo de las votaciones
Bélgica y Suiza confirmaron su condición de máximas favoritas. Los primeros 12 puntos fueron para el tema defendido por Daniela Simmons, pero ya en el segundo turno Sandra Kim se afianzó en cabeza, llegando a sacar una amplia ventaja sobre su inmediata seguidora. De esta manera, Bélgica consiguió el que, a día de hoy, sigue siendo su único Gran Premio de Eurovisión.
Por el contrario, Austria, cuyo tema - a decir de Fialho Gouveia, comentarista de la televisión portuguesa - había sido el más votado por los profesionales de la prensa acreditada aquella semana en Bergen, acabó situándose en decimoctavo lugar, siendo, además, el país que tardó más tiempo en estrenar su casillero.

### Tabla de votos
|                                      |                       | Resultados         |                    |                         |                     |                             |                    |                   |                  |                   |                    |                    |                                |                   |                    |                   |                      |                      |                     |    |    |
| Bandera de Luxemburgo                | Bandera de Yugoslavia | Bandera de Francia | Bandera de Noruega | Bandera del Reino Unido | Bandera de Islandia | Bandera de los Países Bajos | Bandera de Turquía | Bandera de España | Bandera de Suiza | Bandera de Israel | Bandera de Irlanda | Bandera de Bélgica | Bandera de Alemania Occidental | Bandera de Chipre | Bandera de Austria | Bandera de Suecia | Bandera de Dinamarca | Bandera de Finlandia | Bandera de Portugal |    |    |
| Participantes                        | Luxemburgo            |                    | 5                  | 8                       | 12                  | 8                           | 1                  | 8                 | 0                | 0                 | 2                  | 4                  | 7                              | 10                | 12                 | 8                 | 10                   | 10                   | 2                   | 4  | 6  |
| Participantes                        | Yugoslavia            | 2                  |                    | 0                       | 0                   | 7                           | 5                  | 7                 | 3                | 3                 | 0                  | 1                  | 3                              | 4                 | 0                  | 12                | 1                    | 1                    | 0                   | 0  | 0  |
| Participantes                        | Francia               | 0                  | 0                  |                         | 3                   | 0                           | 0                  | 0                 | 0                | 0                 | 7                  | 0                  | 0                              | 0                 | 0                  | 0                 | 0                    | 3                    | 0                   | 0  | 0  |
| Participantes                        | Noruega               | 0                  | 0                  | 4                       |                     | 0                           | 4                  | 2                 | 0                | 0                 | 6                  | 0                  | 6                              | 5                 | 6                  | 6                 | 0                    | 0                    | 5                   | 0  | 0  |
| Participantes                        | Reino Unido           | 4                  | 0                  | 10                      | 6                   |                             | 0                  | 0                 | 6                | 2                 | 4                  | 2                  | 0                              | 0                 | 5                  | 2                 | 3                    | 8                    | 8                   | 10 | 2  |
| Participantes                        | Islandia              | 0                  | 0                  | 0                       | 0                   | 0                           |                    | 5                 | 2                | 6                 | 0                  | 0                  | 0                              | 0                 | 0                  | 4                 | 0                    | 2                    | 0                   | 0  | 0  |
| Participantes                        | Países Bajos          | 1                  | 2                  | 0                       | 0                   | 0                           | 0                  |                   | 7                | 1                 | 0                  | 8                  | 0                              | 0                 | 10                 | 1                 | 0                    | 0                    | 0                   | 3  | 7  |
| Participantes                        | Turquía               | 6                  | 12                 | 0                       | 0                   | 2                           | 0                  | 6                 |                  | 0                 | 8                  | 3                  | 0                              | 6                 | 8                  | 0                 | 2                    | 0                    | 0                   | 0  | 0  |
| Participantes                        | España                | 7                  | 4                  | 6                       | 0                   | 1                           | 2                  | 0                 | 8                |                   | 1                  | 0                  | 5                              | 3                 | 0                  | 0                 | 7                    | 0                    | 3                   | 1  | 3  |
| Participantes                        | Suiza                 | 12                 | 6                  | 7                       | 5                   | 5                           | 3                  | 12                | 10               | 4                 |                    | 12                 | 10                             | 12                | 0                  | 5                 | 4                    | 12                   | 4                   | 7  | 10 |
| Participantes                        | Israel                | 0                  | 0                  | 1                       | 1                   | 0                           | 0                  | 0                 | 0                | 0                 | 5                  |                    | 0                              | 0                 | 0                  | 0                 | 0                    | 0                    | 0                   | 0  | 0  |
| Participantes                        | Irlanda               | 3                  | 8                  | 3                       | 2                   | 0                           | 8                  | 0                 | 5                | 12                | 0                  | 6                  |                                | 2                 | 0                  | 0                 | 12                   | 7                    | 12                  | 8  | 8  |
| Participantes                        | Bélgica               | 10                 | 10                 | 12                      | 8                   | 10                          | 10                 | 10                | 12               | 10                | 10                 | 5                  | 12                             |                   | 1                  | 10                | 6                    | 6                    | 10                  | 12 | 12 |
| Participantes                        | Alemania occidental   | 8                  | 1                  | 0                       | 0                   | 12                          | 0                  | 0                 | 0                | 0                 | 0                  | 0                  | 8                              | 7                 |                    | 0                 | 8                    | 5                    | 7                   | 2  | 4  |
| Participantes                        | Chipre                | 0                  | 3                  | 0                       | 0                   | 0                           | 0                  | 0                 | 0                | 0                 | 0                  | 0                  | 1                              | 0                 | 0                  |                   | 0                    | 0                    | 0                   | 0  | 0  |
| Participantes                        | Austria               | 0                  | 0                  | 0                       | 0                   | 0                           | 0                  | 0                 | 0                | 0                 | 0                  | 0                  | 2                              | 1                 | 2                  | 0                 |                      | 0                    | 0                   | 6  | 1  |
| Participantes                        | Suecia                | 5                  | 7                  | 2                       | 7                   | 3                           | 12                 | 3                 | 0                | 7                 | 12                 | 0                  | 0                              | 0                 | 4                  | 0                 | 5                    |                      | 6                   | 5  | 0  |
| Participantes                        | Dinamarca             | 0                  | 0                  | 5                       | 10                  | 6                           | 7                  | 4                 | 0                | 5                 | 3                  | 10                 | 4                              | 0                 | 7                  | 7                 | 0                    | 4                    |                     | 0  | 5  |
| Participantes                        | Finlandia             | 0                  | 0                  | 0                       | 0                   | 0                           | 6                  | 1                 | 1                | 0                 | 0                  | 0                  | 0                              | 8                 | 3                  | 3                 | 0                    | 0                    | 0                   |    | 0  |
| Participantes                        | Portugal              | 0                  | 0                  | 0                       | 4                   | 4                           | 0                  | 0                 | 4                | 8                 | 0                  | 7                  | 0                              | 0                 | 0                  | 0                 | 0                    | 0                    | 1                   | 0  |    |
| LA TABLA ESTÁ ORDENADA POR APARICIÓN |                       |                    |                    |                         |                     |                             |                    |                   |                  |                   |                    |                    |                                |                   |                    |                   |                      |                      |                     |    |    |

### Máximas puntuaciones
Tras la votación los países que recibieron 12 puntos (máxima puntuación que podía otorgar el jurado) fueron:
| N. | A                   | De                                                |
| -- | ------------------- | ------------------------------------------------- |
| 5  | Bélgica             | Francia, Turquía, Irlanda, Finlandia, Portugal    |
| 5  | Suiza               | Luxemburgo, Países Bajos, Israel, Bélgica, Suecia |
| 3  | Irlanda             | España, Austria, Dinamarca                        |
| 2  | Luxemburgo          | Noruega, Alemania Occidental                      |
| 2  | Suecia              | Islandia, Suiza                                   |
| 1  | Alemania Occidental | Reino Unido                                       |
| 1  | Turquía             | Yugoslavia                                        |
| 1  | Yugoslavia          | Chipre                                            |

## Canciones de Eurovisión en TVE
Conforme al reglamento de la UER, las distintas televisiones participantes debían emitir los videoclips de los temas en concurso con anterioridad a la celebración del certamen. Este año TVE optó por distribuir los videoclips en dos bloques dentro de la programación de la Primera Cadena. Las once primeras canciones aparecieron en los televisores españoles alrededor de las 17.30h del sábado precedente al Festival, una vez finalizada la película del espacio Primera Sesión. Las nueve restantes, cuya emisión en principio estaba fijada para las 17.50h de aquel domingo, acabaron siendo emitidas en dos bloques separados, debido a un reajuste motivado por la transmisión en directo de la Vuelta Ciclista a España. Los tres primeros vídeos fueron emitidos sobre las cinco de la tarde, antes de la conexión con el final de la etapa de la ronda ciclista, y el resto, al término de la misma. Así las cosas, la emisión de las canciones de Eurovisión 1986 tuvo finalmente lugar de la siguiente manera: 
| sábado, 26 de abril  | Luxemburgo, Yugoslavia, Francia, Noruega, Reino Unido, Islandia, Países Bajos, Turquía, España, Suiza e Israel.               |
| domingo, 27 de abril | Primer bloque: Irlanda, Bélgica y Alemania Federal. Segundo bloque: Chipre, Austria, Suecia, Dinamarca, Finlandia y Portugal. |